# Hatakinhal, Kalghatgi
Hatakinhal là một làng thuộc tehsil Kalghatgi, huyện Dharwad, bang Karnataka, Ấn Độ.